# 星出悠
星出 悠（ほしで ゆう、1977年8月16日 - ）は、東京都板橋区出身のプロサッカー選手・指導者。ポジションはミッドフィールダー（MF）。

## 来歴
大学卒業後にYKK APサッカー部に入団。社員選手としてプレーしていたが、2008年カターレ富山設立に伴うチームの統合と共に退社。海外移籍を目指して渡米。トライアウトを経てユナイテッドサッカーリーグ(USL)のハリスバーグシティ・アイランダーズに入団。
2009年には日本人初となるトリニダード・トバゴリーグの強豪ジョーパブリックFCに入団。CONCACAFチャンピオンズリーグにも出場するなど活躍を果たした。
2011年、フィリピンのユナイテッド・フットボールリーグ1部、グローバル・セブFCに加入。
2016年、YKK AP時代にJFA公認B級コーチライセンスを取得していたことから、同リーグのJPボルテスFCからオファーされ、選手兼監督に就任。
フィリピン・フットボールリーグが発足した2017年、グローバル・セブFCに選手兼任コーチとして復帰。
2019年、選手を引退しカヤFC-イロイロのアシスタントコーチに就任。その後A級コーチライセンスを取得し、翌2020年より監督に就任。就任1年目の2020年は無敗でフィリピン・フットボールリーグを終了したが、惜しくも2位となり、AFCチャンピオンズリーグ2021プレーオフの出場権を獲得した。2021年はCOVID-19パンデミックのためにフィリピン・フットボールリーグは開催が中止となったが、AFCチャンピオンズリーグ2021プレーオフではリザーブチームを派遣した上海海港足球倶楽部相手に1-0で勝利して初の本戦グループステージ進出を果たした。また、コパ・パウリーノ・アルカンタラでは無失点で全勝優勝を果たした。その後、2022-23シーズンのフィリピン・フットボールリーグで優勝を果たし、AFCチャンピオンズリーグ2023/24出場へ導いた。しかし、AFCプロライセンス（S級コーチライセンス）を保有していないことから2023年8月11日、監督を退任してアシスタントコーチに就任。

## 所属クラブ
- 1984年 - 1989年 高島平SC
- 1990年 - 1992年 三菱養和SS
- 1993年 - 1995年 三菱養和SC
- 1996年 - 1999年 明治大学体育会サッカー部
- 2000年 - 2007年  YKK APサッカー部
- 2008年   ハリスバーグシティ・アイランダーズ(USL)
- 2009年   Northern Virginia Royals(PDL)
- 2009年 - 2010年  ジョーパブリックFC
- 2011年  スポルティング・クラブ・デ・ゴア
- 2011年 - 2015年  グローバル・セブFC
- 2016年  JPボルテスFC
- 2017年  グローバル・セブFC